# Изгрев (област Смолян)
Вижте пояснителната страница за други значения на Изгрев.
Изгрев е село в Южна България. То се намира в община Неделино, област Смолян.

## География
Село Изгрев се намира в планински район, в подножието на връх Алада, в началото на дълбок дол, който се спуска към Диманска ряка, Коченска ряка, Раевица, Козарка, Крайна. То е пето по големина село след Гърнати, Средец, Кундево и Кочани. Отстои на 6 km от Неделино в северна посока и на 2 km от Средец.

## История
През 1968 година на 26 март с указ №232 е признато за самостоятелно селище и е наречено Изгрев.
До 1937 година селото се е наричало Бозирог (нар. Бозаек, Бозюрек или Бозавек).

## Религии
Християни и мохамедани

## Други

### Кухня
Българска национална.